# Chepe (Marsyangdi)
Der Chepe (Nepali चेपे) ist ein linker Nebenfluss des Marsyangdi in der zentralnepalesischen Verwaltungszone Gandaki. 
Der Chepe entspringt am Südhang des Manaslu-Massivs im Himalaya auf einer Höhe von etwa 3500 m.
Der Chepe fließt in überwiegend südsüdwestlicher Richtung entlang der Distriktgrenze von Lamjung (im Westen) und Gorkha (im Osten). Er mündet schließlich bei Chepe Ghat in den Marsyangdi. Der Chepe hat eine Länge von ca. 40 km. Sein Einzugsgebiet grenzt im Westen an das des Dordi, im Osten an das des Daraudi, beides ebenfalls Nebenflüsse des Marsyangdi. Am Unterlauf des Chepe liegt die Ortschaft Dhamilikuwa.